# Plecoptera gammoides
Plecoptera gammoides là một loài bướm đêm trong họ Erebidae.